# Saint-Michel (Charente)
Saint-Michel is een gemeente in Frankrijk, gelegen in het departement Charente in de regio Nouvelle-Aquitaine. Saint-Michel telde op 1 januari 2022 3.220 inwoners.

## Geografie
De oppervlakte van Saint-Michel bedroeg op 1 januari 2022 2,46 vierkante kilometer; de bevolkingsdichtheid was toen 1.308,9 inwoners per km².
De onderstaande kaart toont de ligging van Saint-Michel met de belangrijkste infrastructuur en aangrenzende gemeenten.

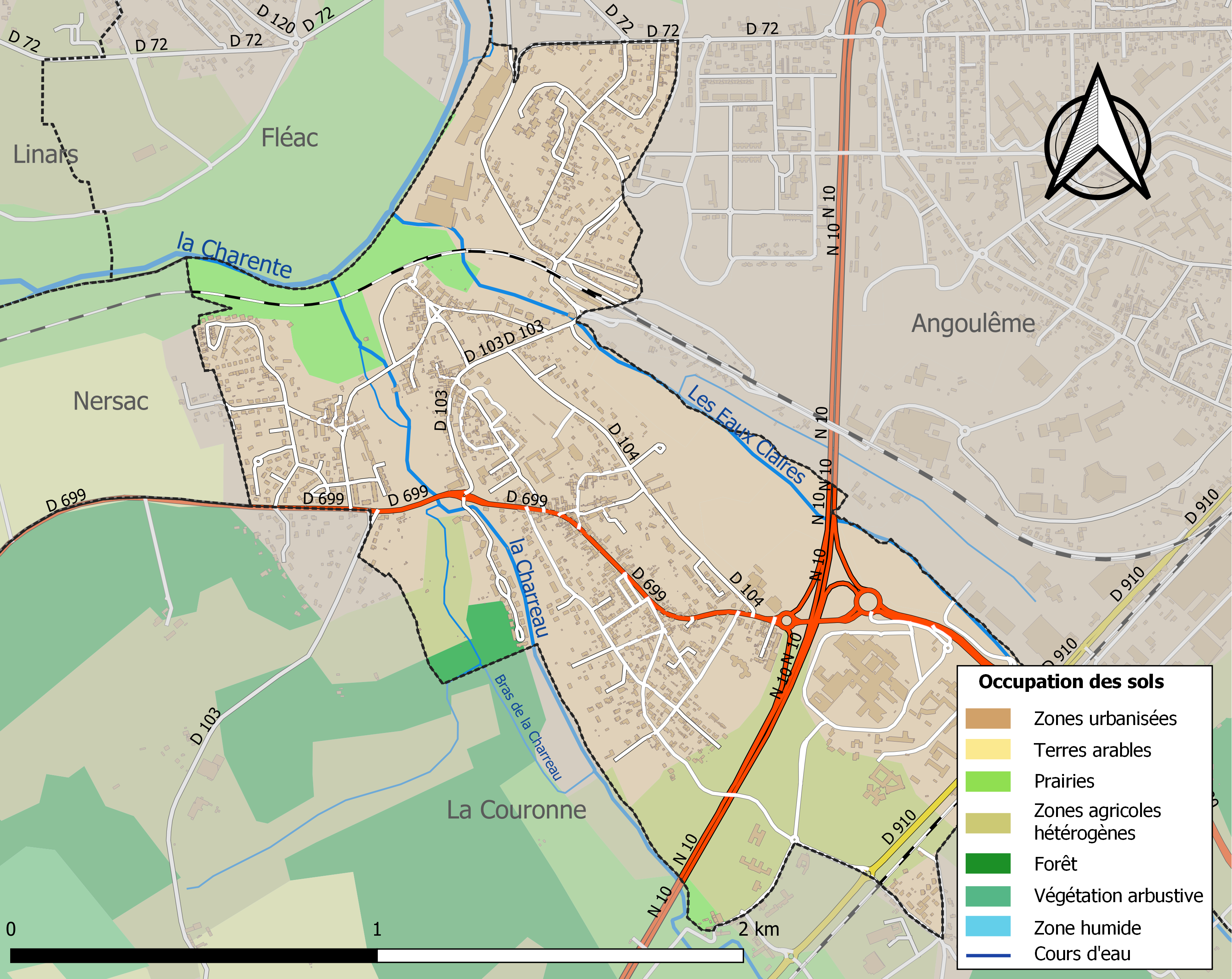

## Demografie
Onderstaande figuur toont het verloop van het inwonertal (bron: INSEE-tellingen).